# 12140 Johnbolton
A 12140 Johnbolton (ideiglenes jelöléssel 4087 P-L) a Naprendszer kisbolygóövében található aszteroida. Cornelis Johannes van Houten,  Ingrid van Houten-Groeneveld és Tom Gehrels fedezte fel 1960. szeptember 24-én.